# Coinbase
Coinbase Global, Inc. är ett amerikanskt multinationellt fintechföretag som driver en kryptovalutabörs, som är världens näst största och för 2021 genomfördes det transaktioner för totalt 1,67 biljoner amerikanska dollar.
Företaget grundades 2012 i San Francisco i Kalifornien av Brian Armstrong och Fred Ehrsam. I maj 2020 beslutade Coinbase att huvudkontoret i San Francisco skulle upphöra och allt arbete skulle skötas på distans. Den 14 april 2021 blev företaget ett publikt aktiebolag och aktierna började handlas på Nasdaq.